# Sistem de puncte materiale
Un sistem de puncte materiale este în fizică un model simplificat utilizat pentru studiul mișcărilor de rotație sau compuse ale corpurilor solide rigide. Modelul acesta este conceput ca fiind format dintr-un număr de puncte materiale fiecare având masa lui proprie și având poziții mutuale fixe. Masa sistemului de puncte materiale reprezintă suma maselor tuturor punctelor materiale ce îl formează. Prin generalizare, un corp fizic oarecare, considerat solid rigid, poate fi modelat ca fiind alcătuit dintr-o infinitate de puncte materiale având poziții fixe în volumul corpului și fiind purtătoarea unei mase infinitezimale.